# Transformers: Cyberverse
Transformers: Cyberverse is een Amerikaanse computeranimatieserie, gebaseerd op de Transformers-franchise. De serie wordt in de Verenigde Staten sinds 27 augustus 2018 uitgezonden op YouTube en sinds 1 september 2018 op Cartoon Network.
In Nederland en Vlaanderen komt de reeks sinds 2 september 2018 op RTL 7, sinds 19 oktober 2018 op het YouTube-kanaal van Hasbro, sinds 27 oktober 2018 op Cartoon Network en sinds 22 december 2018 op VTM Kids.
In tegenstelling tot de meeste Transformers-series, leggen de Autobots nu geen contact met mensen. De afleveringen duren tevens maar 11 minuten in plaats van de gebruikelijke 22 minuten.

## Verhaal

### Hoofdstuk 1
Tijdens de oorlog op de planeet Cybertron tussen de Autobots en de Decepticons besluit Optimus Prime om de Allspark door een ruimtebrug te gooien naar een onbekende plek. De Allspark bevat al het leven van de Cybertroniërs en heeft mystieke krachten die niet in handen mogen vallen van de Decepticons. Uiteindelijk wordt duidelijk dat Cybertron langzaam sterft zonder de Allspark. Optimus Prime gaat samen met onder andere Bumblebee, Grimlock, Wheeljack, Chromia, Rack'n'Ruin, Arcee, Prowl, Ratchet, Drift, Teletraan-1 en Teletraan-X in het ruimteschip de Ark op zoek naar de Allspark. Door een tekort aan de energiebron energon moeten alle Autobots in stasis gaan. Het schip vindt de Allspark op Aarde, maar raakt beschadigd en stort neer. Bumblebee en Grimlock vallen uit het schip tijdens het neerstorten. Bumblebee blijft in stasis, maar Grimlock raakt bevriend met dinosauriërs en leert hen cybertronische technologie aan. Ze doorzoeken de hele planeet naar de Ark en de Allspark, maar een meteoriet vernietigt alle dinosauriërs en Grimlock raakt opnieuw in stasis.
Het eerste seizoen gaat over Windblade die als enige door een half gerepareerde ruimtebrug op Aarde is geraakt op zoek naar de Ark. Ze vindt enkel Bumblebee, die ondertussen ontwaakt is uit stasis, maar door de harde neerstorting zijn geheugen kwijt is geraakt. Windblade heeft telepathische krachten en kan Bumblebee helpen om zijn geheugen terug te krijgen. In elke aflevering worden oude herinneringen van Cybertron en de reis op de Ark herontdekt. Ze moeten stand houden tegen verschillende Decepticons die ook op zoek zijn naar de Ark en de Allspark.
Uiteindelijk vinden ze Teletraan-X, een vliegende harde schijf van de Ark, en weten ze Grimlock te ontwaken. Teletraan-X kan met Grimlocks gegevens de Ark vinden. Ze slagen erin iedereen te ontwaken uit stasis net voordat Starscream op Aarde arriveert met zijn Decepticon-armada.

### Hoofdstuk 2 - Power of the Spark
De Decepticons proberen de maan uit haar baan te krijgen en tegen de Aarde te laten botsen, om zo uit de brokstukken de Allspark te bemachtigen. De Autobots weten hen te stoppen. Vervolgens ontmoeten ze Cheetor, een Cybertronian gecreëerd op Aarde door de Allspark. Cheetor is de beschermer van de Allspark en houdt een wedstrijd tussen Optimus Prime en Megatron om te zien wie het waardig is om de Allspark te bezitten. Ondertussen steelt Starscream de Allspark en creëert hij een leger van Scraplets, hersenloze wezentjes die door alles heen kunnen vreten.
Uiteindelijk weten de Autobots Starscream te verslaan en reizen ze terug naar Cybertron om hun planeet te redden van de ondergang. De Decepticons besluiten om via de ruimtebrug naar Cybertron te reizen en de Autobots daar op te wachten. Ze laten een hologram zien waardoor de Autobots denken dat de ruimtebrug is ontploft. De Autobots moeten dus de lange route volgen naar Cybertron. Onderweg ontwaakt Windblade de titaan Croaton. Starscream weet te ontsnappen uit zijn cel in de Ark en komt in de ruimte terecht. Uiteindelijk lukt het Wheeljack om zelf een ruimtebrug te bouwen en na wat tegenslagen komen ze zo terecht op hun thuisplaneet.

### Hoofdstuk 3 - Bumblebee: Cyberverse Adventures
Het laatste seizoen start met de Autobots die aankomen op Cybertron, maar de Decepticons staan hen op te wachten, klaar om de Allspark te stelen.

## Nederlandse stemmen

### Autobots
- Bumblebee:  Trevor Reekers
- Windblade:  Daphne Paelinck
- Optimus Prime:  Hero Muller
- Grimlock:  Frank Hoelen
- Wheeljack:  Frank Hoelen
- Ratchet:  Frank Hoelen
- Maccadam:  Marcel Jonker
- Chromia:  Hilde de Mildt
- Hot Rod:  Timo Descamps
- Blurr:  Sander van Amsterdam
- Teletraan-1:  Paul Disbergen
- Alpha Trion:  Thomas Cordie

### Decepticons
- Megatron:  Simon Zwiers
- Starscream:  Thomas Cordie
- Shockwave:  Marcel Jonker
- Thundercracker:  Stephan Holwerda
- Kaon:  Timo Descamps
- Overige:  Anneke Beukman

## Afleveringen

### Seizoen 1
1. Beschadigd (Fractured)
2. Geheugen (Memory)
3. De Allspark (Allspark)
4. De reis (The Journey)
5. Gevecht in de sneeuw (Whiteout)
6. Megatron is mijn held (Megatron Is My Hero)
7. Kubus (Cube)
8. Eindsnelheid (Terminal Velocity)
9. Shadowstriker (Shadowstriker)
10. Maccadams (Maccadam's)
11. Sabotage (Sabotage)
12. Teletraan X (Teletraan X)
13. Matrix van Leiderschap (Matrix of Leadership)
14. Opgesloten (Siloed)
15. Koning van de dinosaurussen (King of the Dinosaurs)
16. Het uitroeiingsplan (The Extinction Event)
17. Slapende reuzen wakker maken (Awaken Sleeping Giants)
18. Uitbarsting (Eruption)

Aflevering 17 en 18 werden uitgezonden op 18 en 19 december 2018 op RTL 7, enkele dagen voor de Amerikaanse première.

### Seizoen 2
1. Alles rustig op de maan (Sea of Tranquility)
2. De maan valt aan (Bad Moon Rising)
3. De bezoeker (The Visitor)
4. Breng mij het hoofd van Optimus Prime (Bring Me the Spark of Optimus Prime)
5. Beproevingen (Trials)
6. Duistere geboorte (Dark Birth)
7. Onderhandeling (Parley)
8. De kinderen van Starscream (Starscream's Children)
9. Gevlekt en bespot (Spotted)
10. Geheim onderzoek (Secret Science)
11. Aartsvijanden (Infinite Vendetta)
12. Ik ben de Allspark (I Am the Allspark)
13. De grote ontsnapping (Escape From Earth)
14. Feestvreugde (Party Down)
15. Zonnevlammen (Wiped Out)
16. Spookstad (Ghost Town)
17. De storm (Perfect Storm)
18. De onruimte (The Crossroads)

Alle afleveringen van seizoen 2 verschenen in Nederland op 17 augustus 2017 op Videoland, lang voor de Amerikaanse premières.